# Regno di Commagene
Il Regno di Commagene (in greco Βασίλειον τῆς Kομμαγηνής?; in armeno Կոմմագենէի Թագավորութուն?) fu un regno ellenistico centrato sulla regione armena della Commagene. Il Regno fu fondato nel 163 a.C. dal satrapo seleucide Tolomeo di Commagene ed esistette indipendente, con una pausa tra il 17 e il 43 circa, fino al 72, quando divenne parte dell'Impero romano.

## Storia
Il regno di Commagene, con capitale Samosata, confinava a occidente con la Cilicia e con la Cappadocia a nord. Sorse nel 163 a.C., quando il satrapo Tolomeo di Commagene, governatore della regione a nome dei decadenti Seleucidi, si dichiarò indipendente.
La dinastia di Tolomeo era imparentata con i sovrani parti, ma il suo discendente Mitridate I Callinico (100-69 a.C.) abbracciò la cultura ellenistica sposando la principessa siro-greca Laodice VII Tea: la sua dinastia poteva quindi vantare legami sia con Alessandro Magno che con i re persiani; con questo matrimonio, che fu anche una sorta di pacificazione tra Commagene ed impero seleucide, il regno di Commagene divenne più greco che persiano.
Il figlio di Mitridate e Laodice, Antioco I, regnò dal 98 al 38 a.C., e fu un alleato del generale romano Gneo Pompeo Magno contro i Parti (64 a.C.). Grazie alle sue doti diplomatiche, Antioco riuscì a preservare l'indipendenza commagena contro l'espansionismo romano; dopo aver scansato gli attacchi di Marco Antonio, gli si schierò a fianco nella guerra civile contro Ottaviano. Dopo la sconfitta di Antonio, il Regno di Commagene divenne un Regno cliente della Repubblica romana.

### Prima annessione a Roma
Nel 17, l'imperatore romano Tiberio depose Antioco III Epifane e annesse la Commagene alla provincia romana della Siria; nel 38, Caligola collocò Antioco IV Epifane, figlio di Antioco III, sul trono. Egli ricevette così il regno paterno di Commagene, con l'aggiunta di una parte della Cilicia e di un milione di monete d'oro, frutto delle tasse riscosse nella regione mentre era a Roma. Un atto del genere da parte di un imperatore tanto avido si spiega con il fatto che Antioco, insieme ad Agrippa I, erano molto amici di Caligola. Non ottenne però il suo trono che con l'avvento di Claudio (nel 41).

### Annessione definitiva all'Impero romano
L'ultimo sovrano della Commagene indipendente regnò fino al 72, lo depose Vespasiano, annettendo definitivamente la provincia all'impero (provincia di Siria). Sappiamo, infatti, che nel quarto anno di regno di Vespasiano (dal luglio del 72), Antioco, re della Commagene, fu implicato in vicende tali che lo portarono a dover rinunciare al trono del regno "cliente" di Commagene a vantaggio di un'annessione romana. Giuseppe Flavio racconta che il governatore di Siria, Lucio Cesennio Peto, non sappiamo se in buona o cattiva fede nei confronti di Antioco, mandò una lettera a Vespasiano accusando lo stesso regnante, insieme suo figlio Epifane, di voler ribellarsi ai Romani e di aver già preso accordi con il re dei Parti. Bisognava prevenirli per evitare una guerra che coinvolgesse l'impero romano.

Il regno di Commagene al momento dell'annessione all'impero romano nel 72.

Giuntagli una simile denuncia, l'imperatore non poté non tenerne conto, tanto più che la città di Samosata, la maggiore della Commagene, si trova sull'Eufrate, da dove i Parti avrebbero potuto passare il fiume ed entrare facilmente entro i confini imperiali. Così Peto venne autorizzato ad agire nel modo più opportuno. Il comandante romano allora, senza che Antioco e i suoi se l'aspettassero, invase la Commagene alla testa della legio VI Ferrata insieme ad alcune coorti e ali di cavalleria ausiliaria, oltre ad un contingente di alleati del re Aristobulo di Calcide e di Soemo di Emesa.
L'invasione avvenne senza colpo ferire, poiché nessuno si oppose all'avanzata romana o resistette. Una volta venuto a sapere della notizia, Antioco non pensò di far guerra ai Romani, al contrario preferì abbandonare il regno, allontanandosi di nascosto su un carro con moglie e figli. Giunto a centoventi stadi dalla città verso la pianura, si accampò.
Frattanto Peto inviò un distaccamento a occupare Samosata con un presidio, mentre col resto dell'esercito si diresse alla ricerca di Antioco. I figli del re, Epifane e Callinico, che non si rassegnavano a perdere il regno, preferirono impugnare le armi, e tentarono di fermare l'armata romana. La battaglia divampò violenta per un'intera giornata; ma anche dopo questo scontro dall'esito incerto, Antioco preferì fuggire con la moglie e le figlie in Cilicia. L'aver abbandonato figli e sudditi al loro destino, generò un tale sconcerto nel morale delle sue truppe che alla fine i soldati commageni preferirono consegnarsi ai Romani. Al contrario il figlio Epifane, accompagnato da una decina di soldati a cavallo, attraversò l'Eufrate e si rifugiò presso il re dei Parti Vologese, il quale lo accolse con tutti gli onori.
Antioco giunse a Tarso in Cilicia, ma qui venne catturato da un centurione inviato da Peto a cercarlo. Arrestato fu mandato a Roma in catene. Vespasiano però, non volendo vederlo in quelle condizioni, oltreché rispettoso dell'antica amicizia, durante il viaggio, ordinò che fosse liberato dalle catene e lo fece fermare per il momento a Sparta. Qui gli concesse cospicue rendite, al fine di poter mantenere un tenore di vita da re. Quando queste informazioni giunsero al figlio, Epifane, che aveva temuto per la sorte del padre, si sentì liberato da un grave peso e cominciò a sperare di potersi riconciliare con l'imperatore. Chiese pertanto a Vologese di potergli scrivere per perorare la propria causa e del fratello. Epifane e Callinico, pur venendo trattati bene, non riuscivano ad adattarsi a vivere al di fuori dell'impero romano. Vespasiano concesse loro, generosamente, di trasferirsi senza paura a Roma insieme al padre, che sarebbero stati trattati con ogni riguardo.
I discendenti di Antioco vissero prosperosamente in Grecia e Italia, come testimoniato dal monumento a Filopappo, nipote di Antioco, eretto ad Atene tra il 114 e il 116.

## Siti archeologici

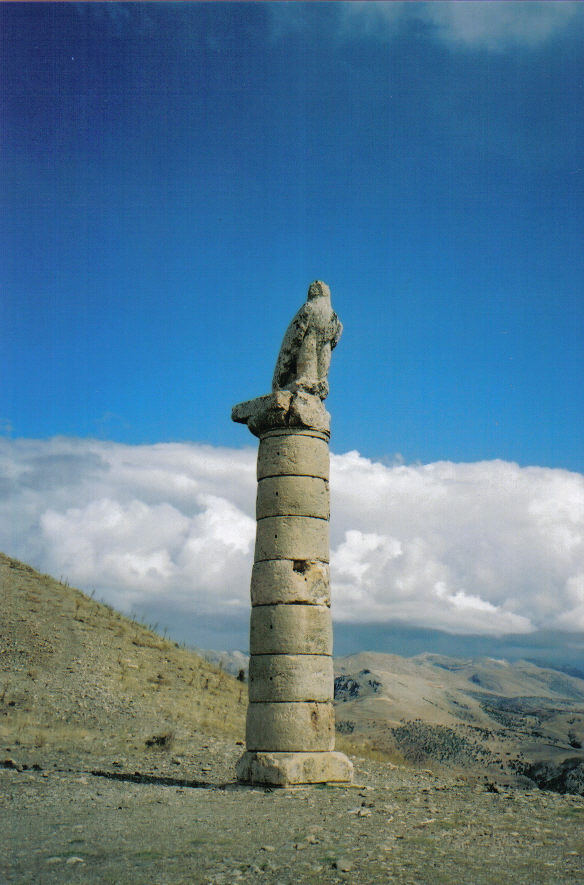
La Karakush del monte Nemrut

Quando i Romani conquistarono la Commagene, il grande santuario reale del monte Nemrut fu abbandonato, mentre i conquistatori saccheggiarono i tumuli e la Legio XVI Flavia Firma costruì e dedicò un ponte. Le folte foreste circostanti furono tagliate dai Romani alla ricerca di legna e carbone, causando l'erosione della zona.
Esiste una colonna sormontata da un'aquila, detta Karakush ("uccello nero"); un'iscrizione afferma che si tratta della tomba reale di tre donne, ma la camera tombale fu saccheggiata in antichità.